# Chiesa di San Vittore (Cavaglietto)
La chiesa di San Vittore è la parrocchiale di Cavaglietto, in provincia e diocesi di Novara; fa parte della unità pastorale di Suno-Momo.

## Storia
La prima citazione di un luogo di culto a Cavaglietto dedicato a San Vittore è contenuta in un atto datato 22 dicembre 1204: esso è poi nuovamente menzionato nel 1347.
La nuova parrocchiale venne costruita intorno al 1590, come testimoniato anche dal vescovo Carlo Bascapè nella relazione della visita pastorale del 1594; lo stesso presule consacrò la chiesa il 29 giugno 1606.
Nel 1675 fu realizzata la copertura del campanile e nel 1709 la chiesa venne interessata da un intervento di rimaneggiamento, in occasione del quale si provvide a rialzare il tetto e a sistemare le finestre.
La parrocchiale fu adeguata alle norme postconciliari verso il 1980 e nel 1996 il campanile venne ristrutturato.

## Descrizione

### Facciata
La facciata a capanna della chiesa, rivolta ad oriente, è scandita da quattro lesene sorreggenti il frontone e presenta il portale d'ingresso timpanato, due piccole nicchie e dei riquadri contenenti degli affreschi raffiguranti scene delle vite dei Santi Vittore, Luigi Gonzaga e Aurelia.
Annesso alla parrocchiale è il campanile a pianta quadrata, la cui cella presenta su ogni lato una serliana ed è coronata dalla cupola poggiate sul tamburo ottagonale.

### Interno
L'interno dell'edificio si compone di un'unica navata, sulla quale si affacciano quattro cappelle laterali, introdotte da archi a tutto sesto, e le cui pareti sono scandite da lesene sorreggenti la cornice sopra la quale si imposta la volta a botte ribassata; al termine dell'aula si sviluppa il presbiterio, rialzato di alcuni gradini, ospitante l'altare maggiore e chiuso dall'abside quadrata.
Qui sono conservate diverse opere di pregio, tra le quali l'organo, costruito da Alessandro Mentasti nel 1886, e la statua della Beata Vergine Maria, risalente al 1635.